# نثاتي موشيش
نثاتي موشيش (بالإنجليزية: Nthati Moshesh)‏ (مواليد 28 أغسطس 1969)، هي مُمثلة جنوب أفريقية. رُشحت نثاتي سنة 2016 لنيل جائزة الأكاديمية الأفريقية للأفلام لأفضل ممثلة في دور مساعد، وذلك عن دورها في فيلم "أياندا"، لكنها لم تفُز بالجائزة.

## روابط خارجية
نثاتي موشيش على موقع IMDb (الإنجليزية)
- نثاتي موشيش على موقع قاعدة بيانات الفيلم (الإنجليزية)